# ハイランドゲームズ

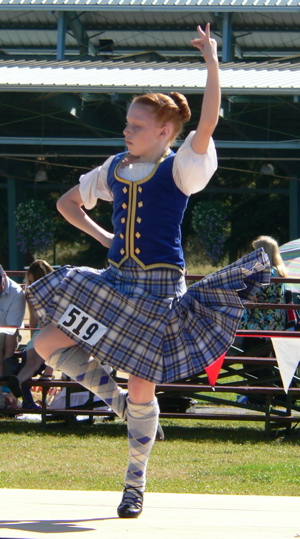
ハイランドダンス

ハイランドゲームズ（英語: Highland Games）とは、スコットランドのハイランド地方各地で5月から9月にかけて行われる競技会で、ハイランドギャザリング（Highland Gathering）とも呼ばれる。
スコットランドの伝統音楽や舞踊に関するコンテストや、民族衣装であるキルトを着用して行う競技があるなど、単なるスポーツ競技会にとどまらず、スコットランド人が自らの民族的帰属意識を確認する場ともなっている。

## 歴史
11世紀のスコットランド王、マルカム3世は、王の伝令役を選ぶために兵士たちを集め、丘を走る徒競走の大会を催したとされている。また、スコットランドには聖ミカエルを記念するミカエルマスの祭日（9月29日）には徒競走や競馬、レスリングなどをする習わしがあった。ハイランドゲームズの起源ははっきりしていないが、中世から前近代のスコットランドにおいて、宗教的な祝祭日や兵の召集、牛市などにおいて行われた、屈強なハイランドの男性たちの力くらべにその歴史をさかのぼることができると考えられている。
18世紀、ジャコバイトのさらなる反乱を封じるため、ハイランドの人々の武器の所持、キルトの着用、バグパイプの演奏、集会の開催がイングランド政府によって禁じられ、スコットランドの氏族（クラン）社会は大打撃を受けることとなった。その後、『オシアン』の流行に端を発したロマン主義運動の影響で、スコットランドの文化や伝統を見直す動きが広がると、1820年代、ハイランドゲームズも相次いで復興もしくは新たに創設された。

## 実施競技
ハイランドゲームズは、開催される地域や年によって相違はあるものの、おおむね、丸太棒投げやハンマー投げを含む重量競技、徒競走などの陸上競技、バグパイプやドラム演奏、ハイランドダンスのコンテストなどから構成される。団体競技としては綱引きやホッケーに似たスコットランドのスポーツ、シンティなどがある。
丸太棒投げ
長い丸太を地上で1度弾ませ、回転するように投げる。着地の角度がまっすぐに近いほど得点が高い。
おもり投げ
取っ手のついた金属製のおもりを投げる。2本の支柱の間に渡したクロスバーを超えるように投げ上げた高さを競う種目と、投げた距離を競う種目とがある。
石投げ
砲丸投げに似た競技。本来は河原の丸石を投げたもので、石にはブレマーストーンなどいくつかの種類がある。
ハンマー投げ
金属球に柄がついたスコティッシュ・ハンマーと呼ばれる特殊なハンマーを投げる。手が滑らないようにテレピン油を塗る。
かつてハイランドゲームズに参加していたのは男性のみであったが、19世紀末からハイランドダンスに女性が参加するようになった。今日では女性がダンサーの多数を占め、それ以外の競技にも進出している。子どもが参加できる競技もある。

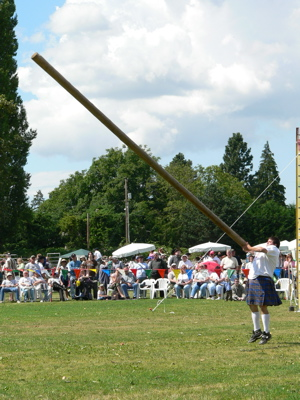
丸太棒投げ
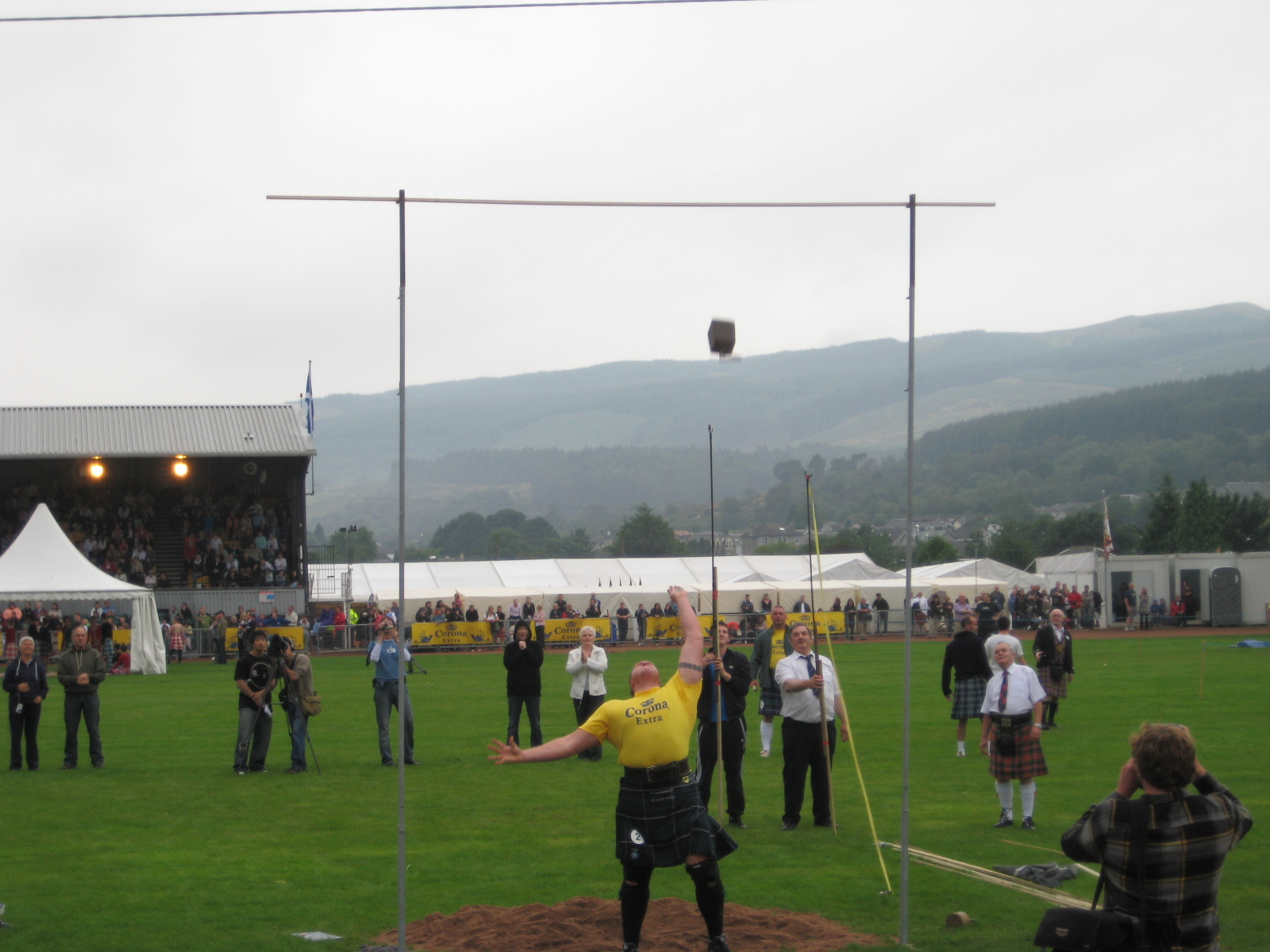
おもり投げ
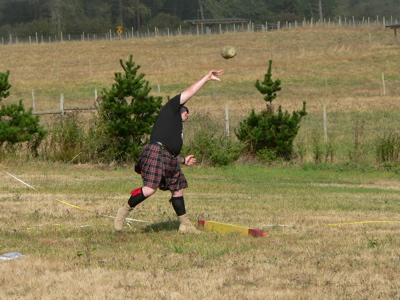
石投げ
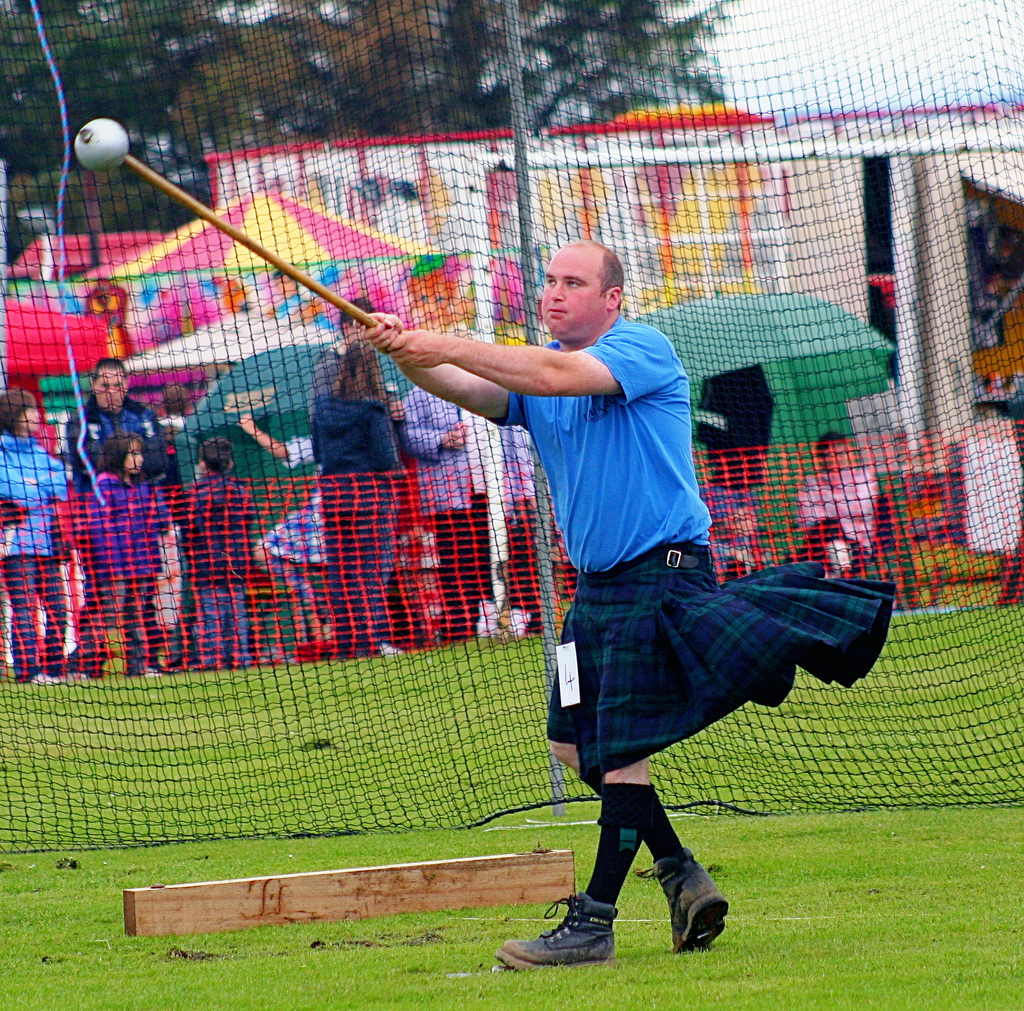
ハンマー投げ
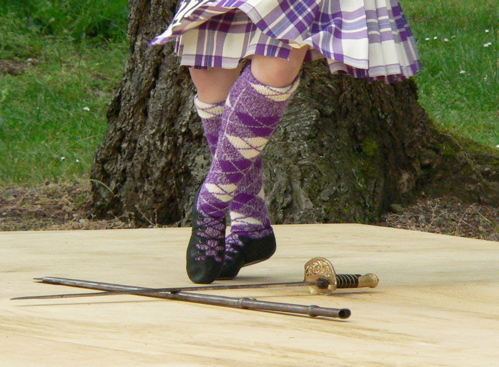
ソードダンス

## 内外のハイランドゲームズ

### スコットランド
ブレマーで行われるブレマー・ギャザリングは、1848年のヴィクトリア女王以来、近郊のバルモラル城に滞在中のイギリス王室のメンバーが臨席することで知られている。ダヌーンで開催されるコーワル・ハイランドギャザリングでは、ハイランドダンスの世界選手権が行われ、スコットランドでは最大規模のものである。他方、インヴァネスのハイランドゲームズ・アンド・ギャザリングは重量競技をはじめとしたスポーツの比重が高い。

### その他の国々
ハイランドゲームズはアメリカ合衆国やカナダ、オーストラリア、ニュージーランドなどスコットランド系移民の子孫の多い国々ばかりでなく、ドイツやオーストリアなどでも開催されている。日本では日本スコットランドハイランドゲームズが幕張で、関西ハイランドゲームズが神戸で毎年秋に行われている。

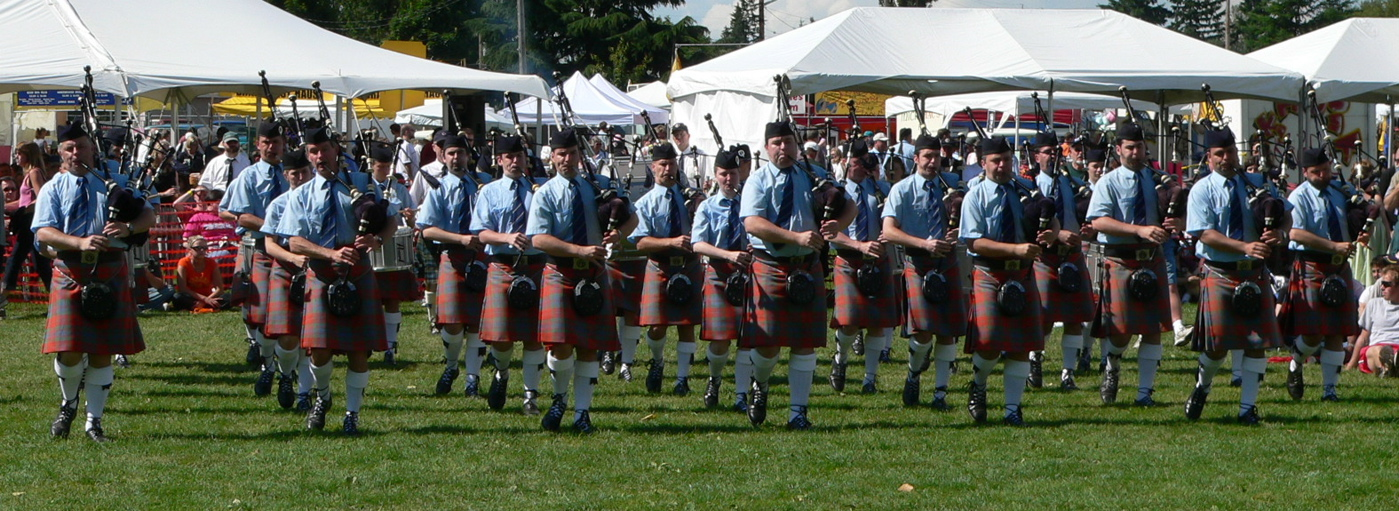
アメリカ、ワシントン州で開催されたハイランドゲームズで演奏するカナダのサイモンフレーザー大学バグパイプバンド